# Coelophysinae
De Coelophysinae zijn een groep theropode dinosauriërs.
De onderfamilie Coelophysinae werd voor het eerst benoemd door baron Nopcsa in 1928.
In 1998 gaf Paul Sereno de eerste definitie als klade: de groep bestaande uit alle Coelophysis [sic] die nauwer verwant zijn aan Coelophysis dan aan Procompsognathus. "Coelophysis" was een spelfout; bedoeld werd: Coelophysidae.
In 2005 gaf Sereno een verbeterde definitie: de groep bestaande uit Coelophysis bauri en alle soorten nauwer verwant aan Coelophysis dan aan Procompsognathus triassicus.
De groep bestaat uit kleine roofsauriërs die leefden van het Carnien tot het Pliensbachien.